# Спорофіл

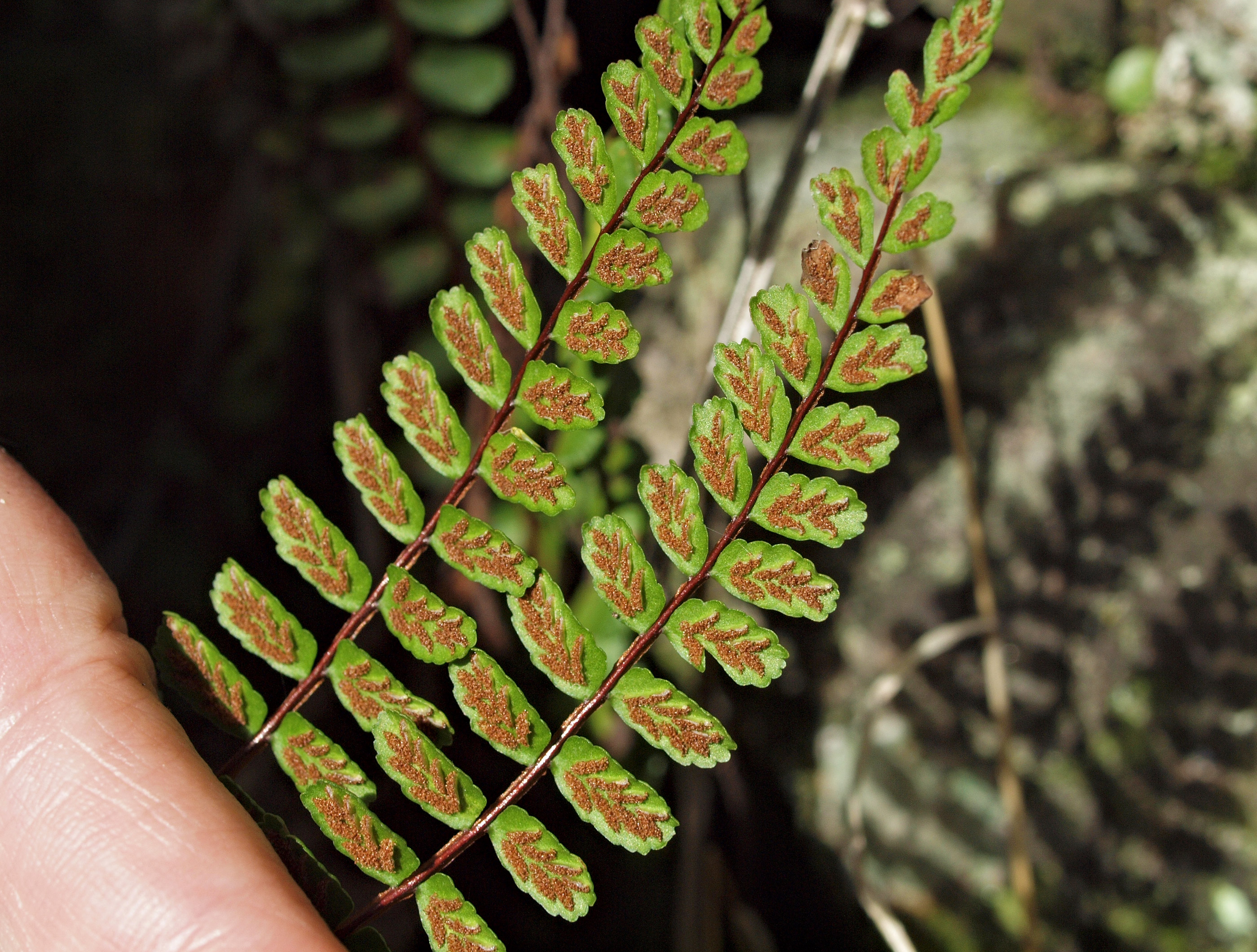
Спорофіли папороті Asplenium trichomanes

Спорофіл — листовий орган папоротеподібних, плауноподібних і насінних рослин, на якому або в пазусі якого розвиваються спорангії. У рівноспорових папоротей спорофіли можуть бути зовні подібними з вегетативним листям (щитник) або різко відрізнятися від них (страусове перо звичайне). У вужачкових один і той же листок розділений на вегетативну і спороносну частини. Для плауноподібних і хвощеподібних, а також для насінних рослин характерне утворення спеціальних спороносних пагонів — стробилів (колосків, шишок), що складаються з осі і зібраних на ній спорофілів. У водних папоротей на одних і тих же спорофілах утворюються як мікро-, так і мегаспорангії. У різноспорових вищих рослин мікро- і мегаспорангії розвиваються на різних спорофілах — мікро- і мегаспорофіли. У насінних рослин вони відрізняються між собою і різко відрізняються від асиміляційних листків.